# Dům Otto
Dům Otto je reprezentativní dvoupatrový nárožní měšťanský dům na rohu ulice Březinova a náměstí Krále Jiřího z Poděbrad v Chebu. Je pojmenovaný po prvních známých majitelích, rodu Otto, který dům vlastnil sto let od roku 1675. Roku 1845 byl přestavěn Adamem Haberzettlem. Při té příležitosti byl spojen s vedlejším domem v Březinově ulici.

## Popis
Jedná se o reprezentativní dvoupatrový rohový dům se zdůrazněným dělením pater. V průčelí jsou spojeny prvky neogotické a klasicistní architektury. Typické pro architekta přestavby, Adama Haberzettla, jsou okapové lišty, které jako svorky přesahují okna a kružbovité kazety pod okny. Půlkruhová a segmentová okna v přízemí jsou spojena nadoblouky. Do Březinovy ulice je výzdoba domu výraznější, zahrnuje především obrazné štukové reliéfy.